# Leci Brandão
Leci Brandão, pseudonimo di Leci Brandão da Silva (Rio de Janeiro, 12 settembre 1944), è una cantante, compositrice e attrice brasiliana attiva dagli anni settanta. Dal 2010 è anche deputata statale dell'Assemblea legislativa dello Stato di San Paolo nelle file del Partito Comunista del Brasile.

## Biografia

### Carriera artistica
Ha iniziato la carriera musicale nei primi anni settanta, diventando la prima donna ad entrare nell'ala dei compositori della scuola di samba Mangueira.
Nel corso della sua carriera ha registrato un totale di 26 dischi. Tra il 1984 e il 1993 è stata commentatrice delle sfilate delle scuole Samba di Rio de Janeiro per conto della Rede Globo. Tra il 2002 e il 2010 è stata commentatrice le sfilate delle scuole di samba di San Paolo, sempre per Rede Globo.
Ha recitato in una telenovela e in alcuni film.
Si dedica tuttora alla musica, nonostante l'impegno politico.

### Politica e attivismo
È stata assessore delle politiche nazionali per la promozione dell'uguaglianza razziale con il presidente Luiz Inácio Lula da Silva, rimanendo in carica per due mandati (2004-2008).
Nel febbraio 2010 si è iscritta al Partito Comunista del Brasile (PCdoB) e sì è candidata come deputato per lo stato di San Paolo, risultando eletta con oltre 85.000 preferenze. È stata poi rieletta nel 2014.
Come parlamentare si dedica alla promozione dell'eguaglianza razziale, al rispetto delle religioni di origine africana e della cultura brasiliana. Seconda deputata afrobrasiliana nella storia dell'Assemblea legislativa di San Paolo (la prima fu Theodosina Rosário Ribeiro), è sensibile anche alle popolazioni indigene, alla gioventù, alle donne e al mondo LGBT.

## Discografia
- (1974) A música de Donga • Discos Marcus Pereira • LP
- (1974) Leci Brandão • Selo Marcus Pereira • Compacto Duplo
- (1975) Antes que eu volte a ser nada • Selo Marcus Pereira • LP
- (1976) Questão de gosto • Polydor • LP
- (1977) Coisas do meu pessoal • Polydor • LP
- (1979) Metades • Polydor • LP
- (1980) Essa tal criatura • Polydor • LP
- (1985) Leci Brandão • Copacabana Discos • LP
- (1987) Dignidade • Copacabana Discos • LP
- (1988) Um beijo no seu coração • Copacabana Discos • LP
- (1989) As coisas que mamãe me ensinou • Copacabana Discos • LP
- (1990) Cidadã brasileira • Copacabana Discos • CD
- (1995) Anjos da guarda • RGE • CD
- (1995) Atitudes • RGE • CD
- (1996) Sucessos de Leci Brandão • Copacabana Discos • CD
- (1996) Somos da mesma tribo • Movieplay • CD
- (1999) Auto-estima • Trama Music • CD
- (2000) Os melhores do ano II - ao vivo • Indie Records • CD
- (2000) Eu sou assim • Trama • CD
- (2000) Casa de samba 4 • Universal Music • CD
- (2001) Leci & convidados • Indie Records • CD
- (2002) Jorge Aragão ao vivo convida • Indie Records
- (2002) A filhada Dona Lecy - ao vivo • Indie Records • CD
- (2002) Os melhores do ano III • Indie Records • CD
- (2003) A cara do povo • Indie Records • CD
- (2007) Canções afirmativas - Ao vivo • Indie Records
- (2008) Eu e o Samba • Som Livre • CD
- (2010) Disney Adventures in Samba (participação) • Walt Disney Records • DVD
- (2010) Disney Adventures in Samba (participação) • Walt Disney Records • CD
- (2011) Isso é Leci Brandão (coletânea) • Microservice • CD
- (2011) O canto livre de Leci Brandão (coletânea) • Universal Music • CD
- (2011) Uma flor para Nelson Cavaquinho (participação) • Lua Music • CD
- (2017) Simples Assim - Leci Brandão • produção independente • CD

## Filmografia

### Televisione
- 1996: Xica da Silva - telenovela

### Cinema
- 2007: Antônia: O Filme
- 2010: Tropa de Elite 2 - O Inimigo Agora é Outro
- 2015: O Samba